# Svenska serien (ishockey)
Svenska serien i ishockey var den högsta serien i Sverige inom ishockey åren 1935–1944 och ersatte den tidigare Elitserien. Precis som Elitserien bestod Svenska serien av åtta lag och de flesta säsongerna spelades den som en dubbelserie, d.v.s. lagen mötte varandra två gånger. Säsongen 1940/41 delades serien efter sju omgångar. De fyra främsta spelade vidare i Övre halvan och de fyra sista lagen spelade vidare i Undre halvan. Säsongen därpå återgick man till en vanlig serie igen. Till säsongen 1941/42 bildades Division II och fr.o.m. då flyttades lag ner dit.  Samtidigt blev Division I en vanlig benämning på Svenska serien, eller Svenska serien: Division I som den också kallades. Den nya lägre serien hade ett större upptagningsområde och var spridd över hela Mellansverige. Det gjorde att även lag utanför Stockholm och Södermanland hade möjlighet att flyttas up till högsta serien. Första lag att flyttas upp blev Gävle-laget Brynäs IF som spelade i Svenska serien 1943/44. Säsongen därpå genomfördes en serieomläggning där högsta serien bestod av tolv lag uppdelade i två grupper. Den nya serien fick namnet Division I, även om namnet Svenska serien också användes.

## Deltagande lag och resultat
| Lag                  | 35 36 | 36 37 | 37 38 | 38 39 | 39 40 | 40 41 | 41 42 | 42 43 | 43 44 |
| -------------------- | ----- | ----- | ----- | ----- | ----- | ----- | ----- | ----- | ----- |
| AIK                  | 1     | 1     | 1     | 4     | 2     | 4     | 5     | 2     | 2     |
| Brynäs IF            |       |       |       |       |       |       |       |       | 8     |
| Hammarby IF          | 4     | 2     | 2     | 1     | 1     | 1     | 1     | 1     | 1     |
| IFK Mariefred        |       |       | 7     |       |       | 7     |       | 8     |       |
| IK Göta              | 5     | 4     | 3     | 2     | 3     | 2     | 3     | 4     | 3     |
| IK Hermes            | 7     |       |       |       |       | 6     | 8     |       |       |
| IK Sture             |       |       |       | 6     | 6     | 8     |       |       |       |
| Karlbergs BK         | 8     |       | 6     | 3     | 5     | 5     | 6     | 5     | 6     |
| Nacka SK             |       |       |       | 7     | 7     |       | 7     |       | 4     |
| Reymersholms IK      | 6     | 7     |       |       |       |       | 4     | 6     | 7     |
| Södertälje IF        | 3     | 3     | 5     | 5     | 8     |       |       |       |       |
| Södertälje SK        | 2     | 5     | 4     | 8     | 4     | 3     | 2     | 3     | 5     |
| Tranebergs IF        |       | 6     | 8     |       |       |       |       |       |       |
| UoIF Matteuspojkarna |       | 8     |       |       |       |       |       | 7     |       |

| Förklaring   |
| ------------ |
| Seriesegrare |
| Nerflyttade  |